# Нови Сенковац
Нови Сенковац је насељено место у саставу града Слатине у Вировитичко-подравској жупанији, Република Хрватска.

## Историја
До територијалне реорганизације у Хрватској налазио се у саставу старе општине Подравска Слатина.

## Становништво
На попису становништва 2011. године, Нови Сенковац је имао 301 становника.

## Попис 1991.
На попису становништва 1991. године, насељено место Нови Сенковац је имало 476 становника, следећег националног састава:
| Попис 1991.‍  | Попис 1991.‍  | Попис 1991.‍ | Попис 1991.‍ | Попис 1991.‍ |
| ------------ | ------------ | ----------- | ----------- | ----------- |
|              |              |             |             |             |
| Хрвати       | Хрвати       |             | 429         | 90,12%      |
| Срби         | Срби         |             | 22          | 4,62%       |
| Југословени  | Југословени  |             | 10          | 2,10%       |
| Албанци      | Албанци      |             | 3           | 0,63%       |
| Мађари       | Мађари       |             | 1           | 0,21%       |
| Муслимани    | Муслимани    |             | 1           | 0,21%       |
| неопредељени | неопредељени |             | 1           | 0,21%       |
| непознато    | непознато    |             | 9           | 1,89%       |
| укупно: 476  |              |             |             |             |